# Arlingham
Arlingham – wieś i civil parish w Anglii, w hrabstwie Gloucestershire, w dystrykcie Stroud. Leży 15 km na południowy zachód od miasta Gloucester i 163 km na zachód od Londynu. W 2011 roku civil parish liczyła 459 mieszkańców. Arlingham jest wspomniana w Domesday Book (1086) jako Erlingeham.